# HD 57608
HD 57608，又名BD+00 1915，SAO 115335、HR 2801，是一颗恒星，视星等为5.99，位于銀經216.28，銀緯6.89，其B1900.0坐标为赤經7h 16m 55.5s，赤緯+0° 6.89′ 59″。